# Nymphoides hastata
Nymphoides hastata är en vattenklöverväxtart som först beskrevs av Paul Louis Amans Dop, och fick sitt nu gällande namn av Kerr. Nymphoides hastata ingår i släktet sjögullssläktet, och familjen vattenklöverväxter. Inga underarter finns listade i Catalogue of Life.